# Élection présidentielle guinéenne de 1968
L'élection présidentielle guinéenne de 1968 a lieu le 1er janvier 1968 en même temps que des législatives, afin d'élire le Président de la République de Guinée pour un mandat de sept ans. Le pays est alors un régime à parti unique sous l'égide du Parti démocratique de Guinée-Rassemblement démocratique africain d'Ahmed Sékou Touré, qui se présente donc sans opposants et l'emporte sans surprise avec 100 % des suffrages,.

## Résultats
| Candidat                  | Candidat                  | Parti                     | Voix      | %     |  |
| ------------------------- | ------------------------- | ------------------------- | --------- | ----- |  |
|                           | Ahmed Sékou Touré         | PDG-RDA                   | 1 990 726 | 100   |  |
|                           |                           |                           |           |       |  |
| Votes valides             | Votes valides             | Votes valides             | 1 990 726 | 99,99 |  |
| Votes blancs et invalides | Votes blancs et invalides | Votes blancs et invalides | 103       | 0,01  |  |
| Total                     | Total                     | Total                     | 1 990 829 | 100   |  |
| Abstention                | Abstention                | Abstention                | 6 097     | 0,31  |  |
| Inscrits/Participation    | Inscrits/Participation    | Inscrits/Participation    | 1 996 926 | 99,69 |  |